# Książę Liechtensteinu

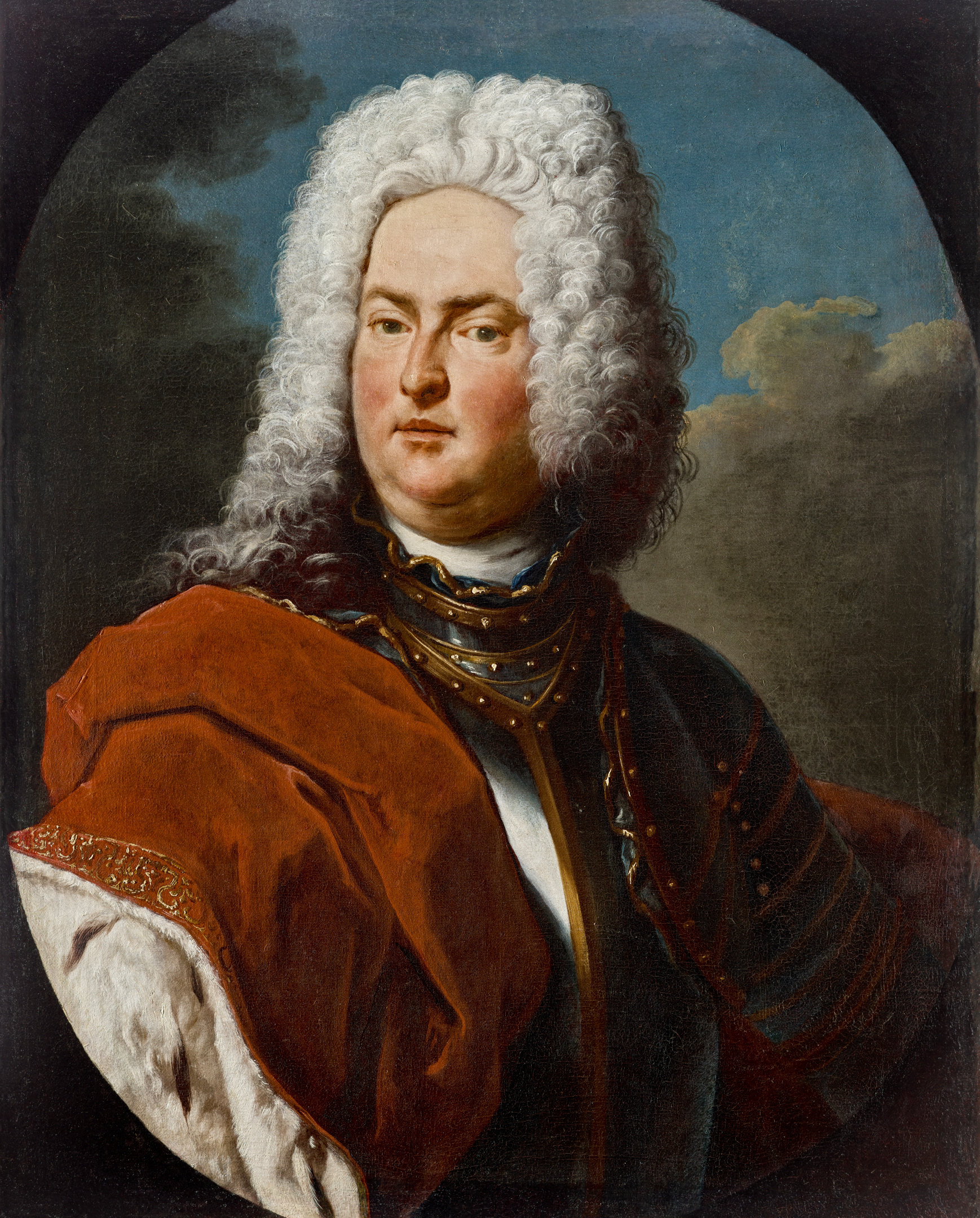
Jan Adam I Bogaty – pierwszy Książę Liechtensteinu

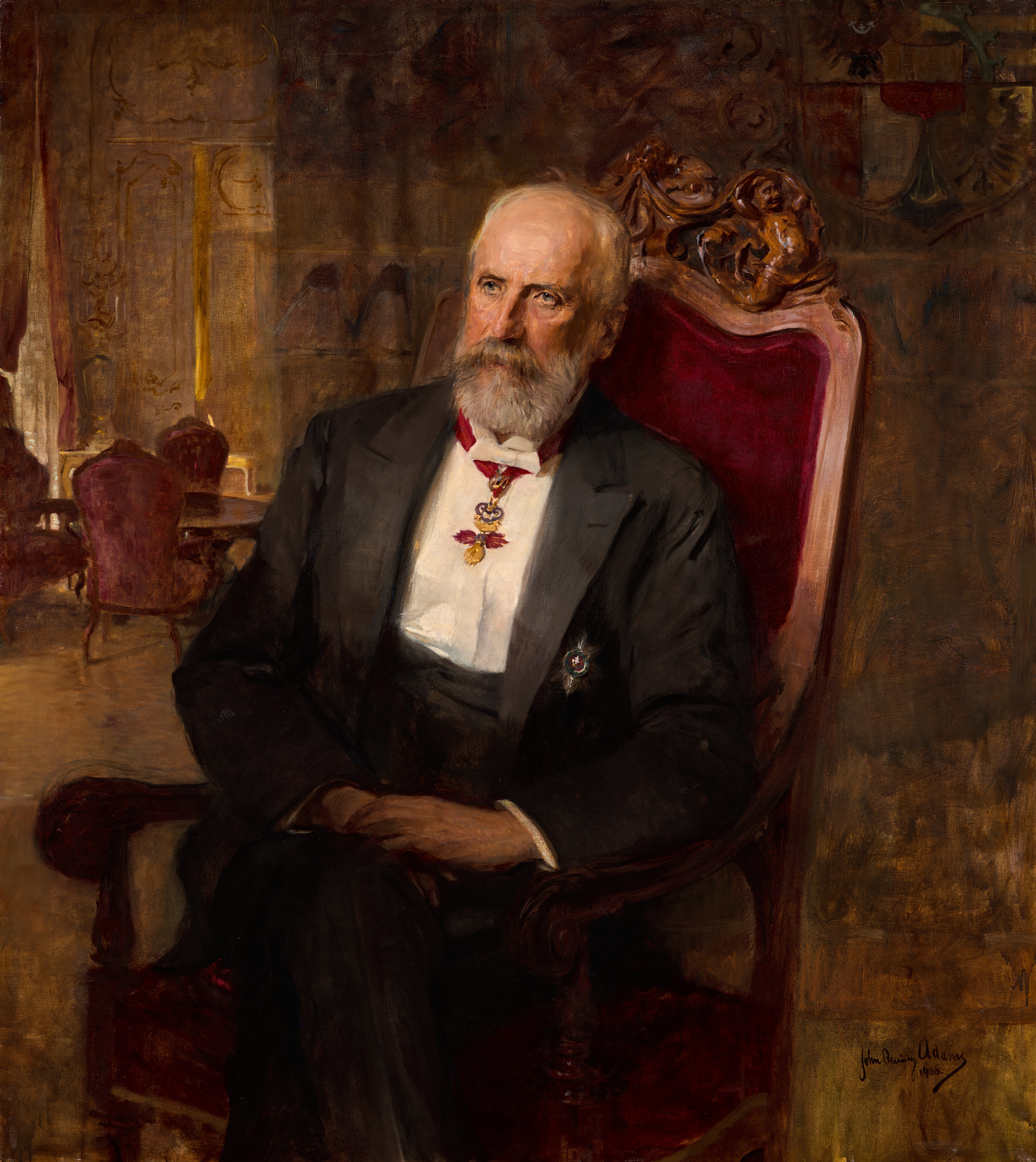
Jan II Dobry – najdłużej panujący monarcha Liechtensteinu (72 lata)

Herb rodu Liechtensteinów stanowiący równocześnie herb Księstwa Liechtenstein

Sztandar książęcy Księcia Liechtensteinu

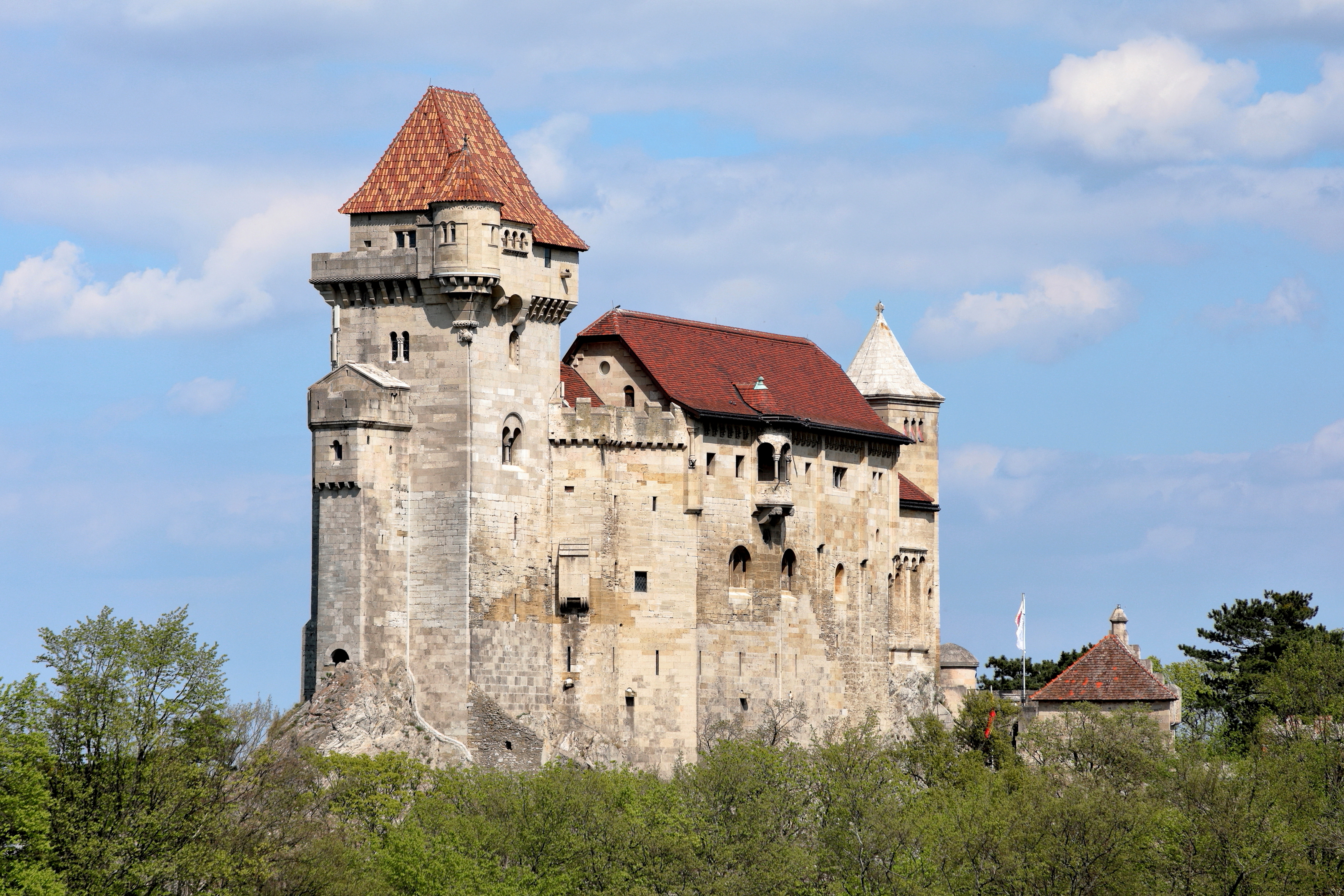
Zamek Liechtenstein w Austrii – pierwsza posiadłość rodu Liechtensteinów

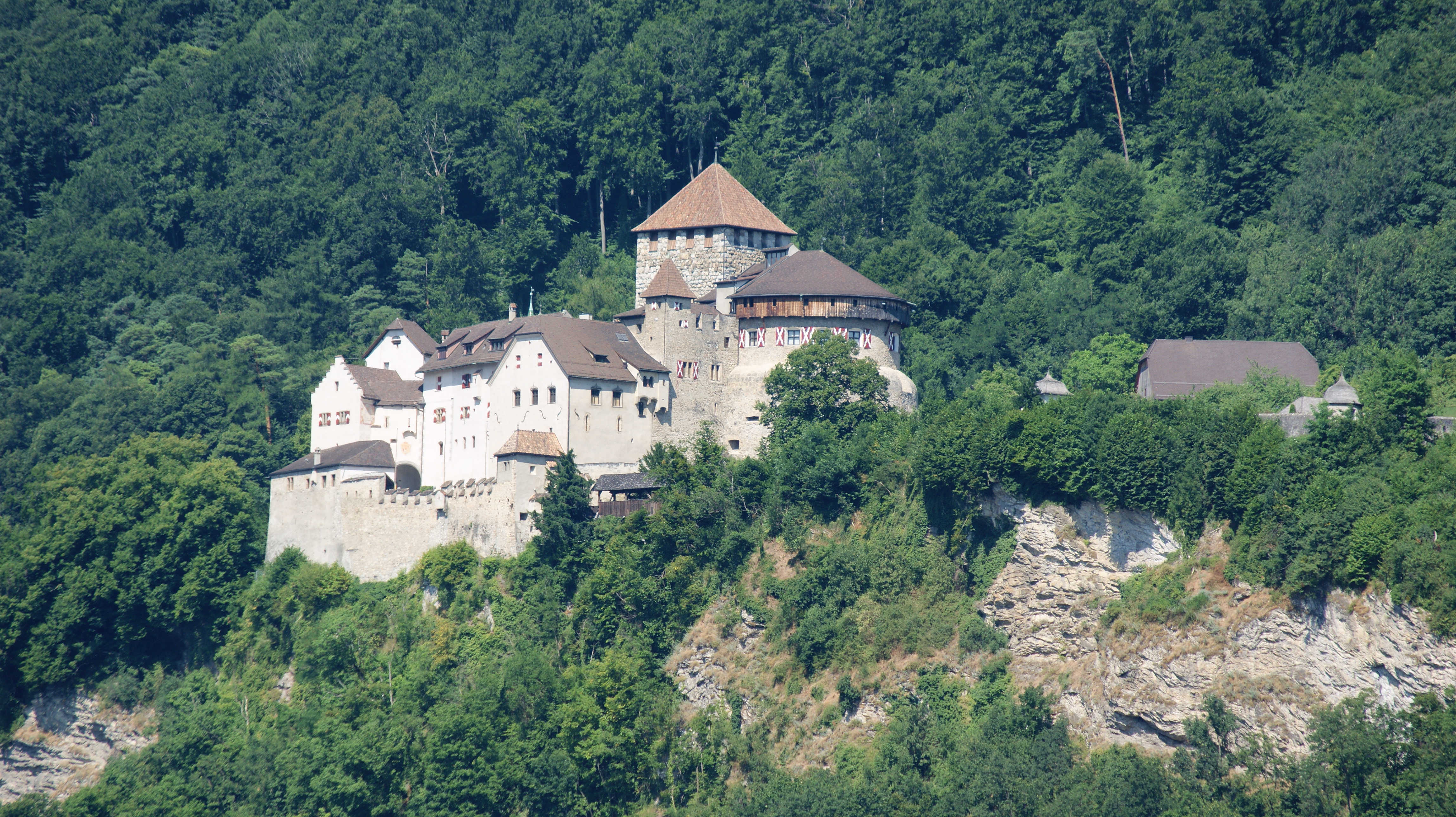
Zamek w Vaduz – siedziba monarchów Księstwa

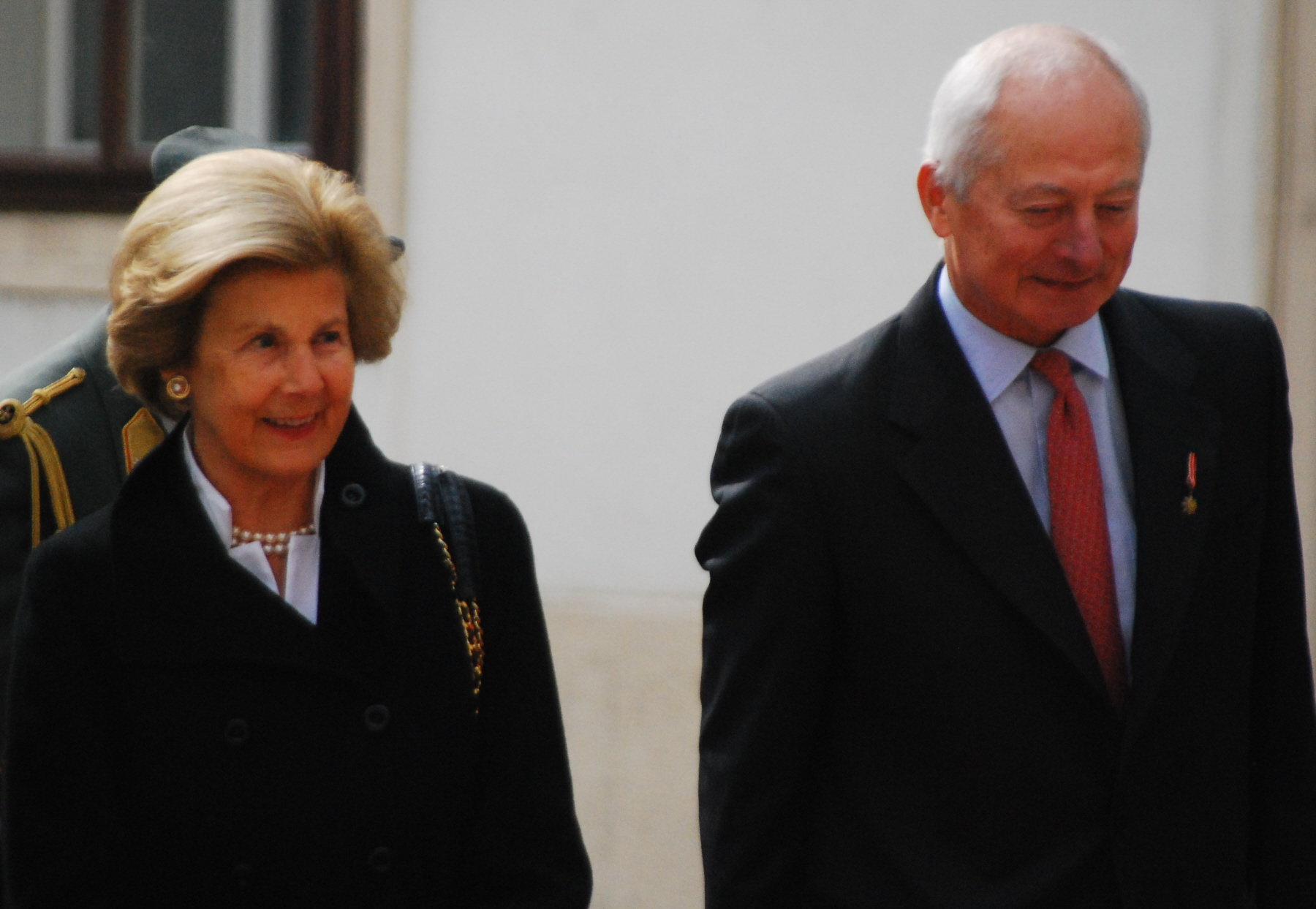
Książę Jan Adam II wraz z małżonką księżną Marią Kinsky

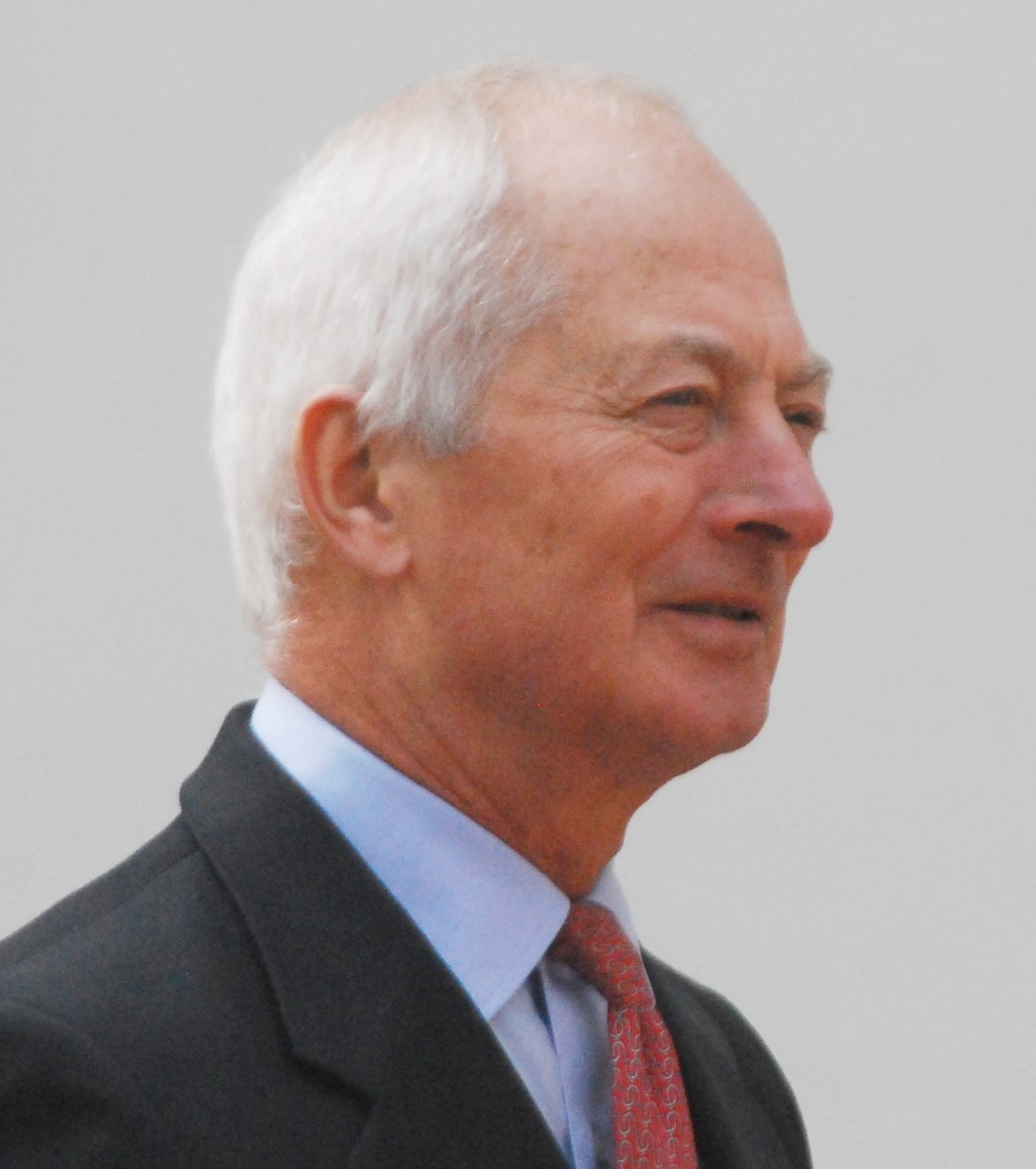
Jan Adam II – aktualnie panujący Książę Liechtensteinu

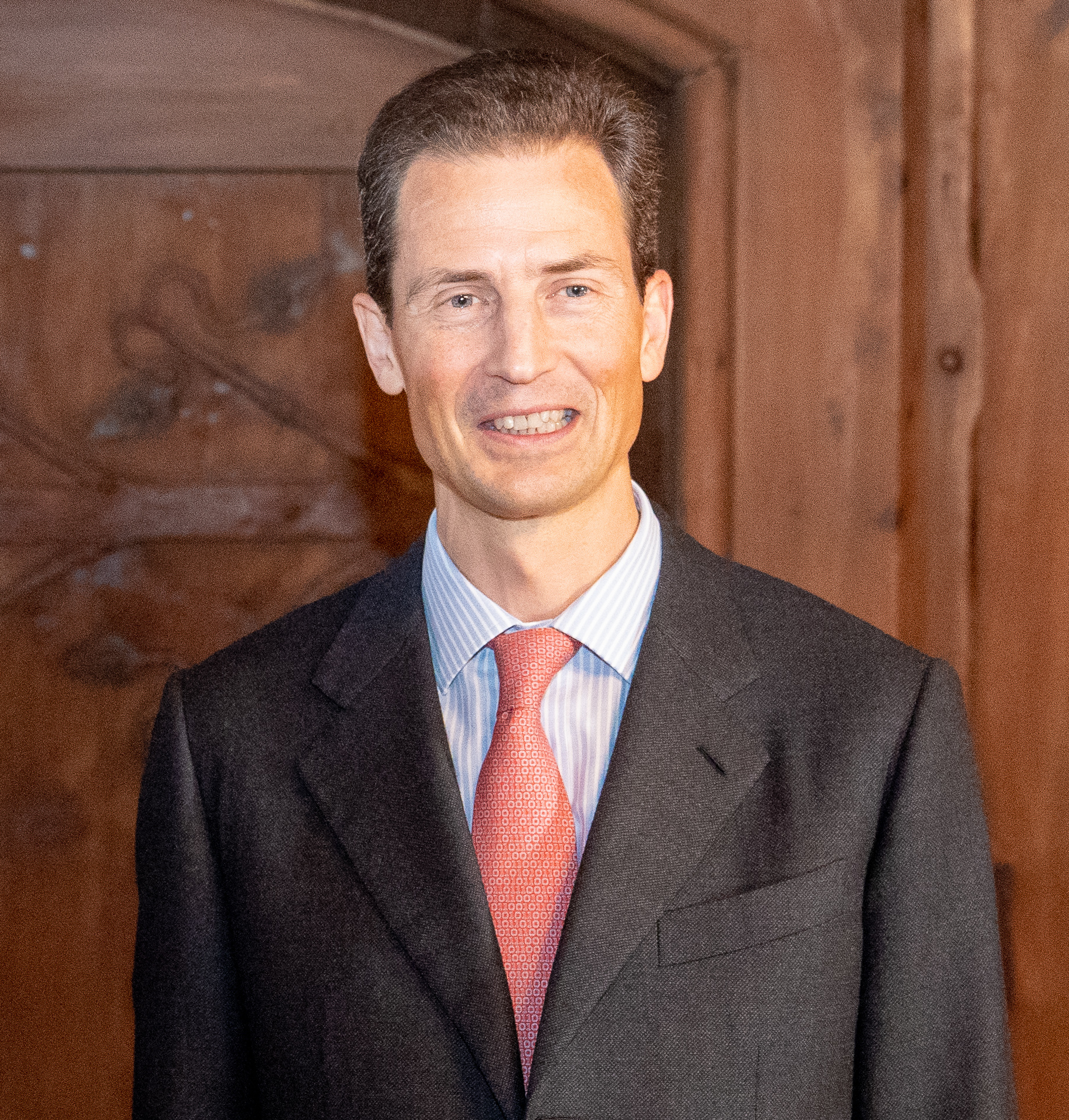
Alojzy Liechtenstein – syn Jana Adama II, jego następca i regent od 2004 roku

Książę Liechtensteinu – tytuł głowy państwa Księstwa Liechtenstein.
Księstwo Liechtenstein jest dziedziczną monarchią konstytucyjną, co szczegółowo określa Konstytucja. Książę jest jednym z suwerenów obok narodu. Władzę monarchy tego alpejskiego księstwa można uznać za silną, zwłaszcza w porównaniu jej z bardzo ograniczonymi kompetencjami monarchów innych państw europejskich. Monarcha ma czynny wpływ na rząd, a wszystkie zmiany w prawie wprowadzane przez władzę ustawodawczą wymagają jego kontrasygnaty.
Dynastią panującą w Księstwie nieprzerwanie od jego powstania w 1719 roku jest ród Liechtensteinów.

## Liechtensteinowie
Liechtensteinowie to dynastia panująca w Księstwie Liechtensteinu od początku jego istnienia, czyli od połączenia majątków Schellenberg i Vaduz przez księcia Jana Adama I w 1712 roku. Rodzina posiadała już tytuł książęcy nadany przez cesarza w 1608 roku (pierwszym księciem był Karol I). Natomiast historia samego rodu sięga o wiele dalej w przeszłość i według oficjalnych informacji pierwszym członkiem dynastii miał być niejaki Hugo von Liechtenstein wspominany przez źródła około 1136 roku. Genezy nazwiska upatruje się w austriackim zamku o tej samej nazwie, którego ród był właścicielem. Początek książęcych rodowodów stanowi Henryk I Liechtenstein (zmarły około roku 1265), któremu król czeski Ottokar nadał ziemie na Morawach w Nikolsburgu (dzisiejszym Mikulov). Miejscowość była w rękach rodu aż do końca II wojny światowej.
Rodzina Liechtensteinów miała bardzo duże znaczenie dla historii małego alpejskiego kraju o czym świadczy choćby nazwa kraju, która jest identyczna jak nazwa rodu, czy herb kraju również zaczerpnięty z heraldyki rodowej Liechtensteinów. Dzięki istnieniu tak silnie ukorzenionej monarchii Liechtensteinowi udało się przetrwać jako suwerennemu państwu wojny napoleońskie, Wiosnę Ludów oraz I i II wojnę światową.

## Książęca dynastia Liechtensteinów
Kwestie związane z rodziną panującą i zasadami dziedziczenia tronu ustala dokument zwany układem rodzinnym (niem. Hausgesatz), do którego bezpośrednio odwołuje się Konstytucja w art. 3. Zasada ta została po raz pierwszy zawarta w dokumencie z 26 września 1606 roku, a w obecnym brzmieniu potwierdzona w 1993 roku. 
Przynależność do dynastii Liechtensteinów uzyskać można przez urodzenie lub przez małżeństwo. Członkami przez urodzenie są wszyscy potomkowie księcia Jana I Liechtensteina w męskiej linii.
Członkowie dynastii posiadają obywatelstwo Liechtensteinu, a książę i jego następca nie mogą posiadać ponadto obywatelstwa innego kraju.
Wśród członków dynastii uznaje za pełnoletniego członka, który ukończył 18. rok życia, jednak w Hausgesatz znajduje się klauzula pozwalająca na pominięcie wieku i uznanie członka rodziny książęcej za pełnoletniego.
Wewnątrz rodziny książęcej wszyscy członkowie uprawnieni do głosowania (niem. die stimmberechtigten Mitglieder des Fürstlichen Hauses), czyli pełnoletni mężczyźni tworzą instancję rozstrzygającą w postaci gremium, które decyduje o sprawach dynastycznych.
Hausgesatz określa również, że książę pełni trzy funkcje: głowy państwa, osoby stojącej na czele dynastii, oraz zarządcy dóbr rodowych.

### Sukcesja tronu
Jednym z najważniejszych aspektów poruszonych przez układ rodzinny Liechtensteinów jest kwestia sukcesji tronu. Prawo do tronu jako pierwszy posiada najstarszy syn w najstarszej linii rodu – primogenitura męska. Oznacza to, że jako pierwszy w linii sukcesyjnej będzie pierwszy syn panującego monarchy, następnie jego synowie według wieku i następnie potomkowie pierwszego wnuka monarchy itd.
Aktualnie pierwszym w kolejce do tronu jest syn panującego księcia Jana Adama II – książę Alojzy, a następny w kolejności jest jego syn, czyli wnuk Jana Adama II – książę Józef Wacław.

## Oficjalna tytulatura i symbolika
Do wszystkich członków Domu Książęcego należy oficjalnie zwracać się per Książęca Mość (niem. Durchlaucht).
Sam panujący władca nosi oficjalny tytuł: Książę z Liechtensteinu i na Liechtensteinie, książę Opawy i Karniowa, hrabia na Rietbergu, rządzący Domem z Liechtensteinu i na Liechtensteinie. Tytulatura ta odnosi się poza Liechtensteinem do dóbr historycznie zajmowanych przez ród Liechtensteinów – Opawa, Karniów i Rietberg, do których nawiązanie znajduje się również w herbie rodowym.

### Sztandar książęcy
Sztandar książęcy jest jedną z flag Księstwa Liechtensteinu, którą prawo posługiwania się przysługuje tylko panującej głowie państwa. Sztandar książęcy nie posiada korony w kantonie, a zamiast tego posiada herb rodowy Liechtensteinów pośrodku i złote obramowanie.

### Rejestracje samochodów rodziny książęcej
Samochody należące do rodu Liechtensteinów mają specjalne zarezerwowane tylko dla nich numery tablic rejestracyjnych od FL1, FL2, FL3, FL4, FL6, FL8 i FL10.

## Pozycja monarchy w ustroju politycznym Księstwa
W Księstwie Liechtensteinu monarcha nie ma władzy absolutnej, w związku z czym musi się liczyć z zapisami Konstytucji i innych ustaw. Władca panujący (również jako regent) nie podlega odpowiedzialności prawnej.
Książę Liechtensteinu może w wyniku referendum dostać wotum nieufności od Narodu i teoretycznie Naród mógłby go odwołać, ale Księcia chroni układ rodzinny, który mówi, że tylko Rada Domu Książęcego może go odwołać z pełnionej funkcji głowy państwa i rodu. Jednakże obywatele mogą w liczbie 1500 złożyć wniosek o referendum w sprawie zniesienia monarchii i gdy Naród poprze propozycję to Landtag jest zobowiązany do stworzenia nowej konstytucji na warunkach republikańskich.
Jeżeli władca jest niezdolny do pełnienia swoich obowiązku ma prawo (od 1984 roku) wyznaczyć swoje regenta, któremu przysługują takie same prawa suwerenu jak Panującemu Księciowi.
Zgodnie z Konstytucją Książę jest reprezentantem kraju poza jego granicami. Władca może korzystać z tego prawa w zależności od swojego doświadczenia, wiedzy i zaangażowania. Wyjątkowo aktywny w tej kwestii był aktualnie panujący monarcha - Jan Adam II, który osobiście starał się o wstąpienie Księstwa do ONZ i Europejskiego Obszaru Gospodarczego.
Książę bierze udział w stanowieniu prawa. Każda ustawa, która zostaje przyjęta przez Landtag musi być kontrasygnowana przez monarchę, co oznacza, że de facto posiada on prawo bezwzględnego weta, jednak w historii władcy Liechtensteinu byli bardzo wstrzemięźliwi, jeśli chodzi o to prawo, gdyż zastosowali je tylko raz w 1961 roku, kiedy Książę odrzucił propozycję zmian w prawie łowieckim. Projekt ostatecznie został przyjęty z kilkoma zmianami. Ponadto monarcha Liechtensteinu posiada inicjatywę ustawodawczą, jednak jedynie za pośrednictwem Rządu (może wprowadzać propozycje do Landtagu w formie tzw. przedłożeń rządowych). Dodatkowo Książę może wydawać (za pośrednictwem Rządu) rozporządzenia, których celem jest realizacja zapisów ustaw, a także rozporządzenia specjalne, które mają zapewnić bezpieczeństwo kraju w sytuacjach kryzysowych (takie rozporządzenia wymagają jednak kontrasygnaty szefa rządu). Rozporządzenia wyjątkowe nie mogą łamać podstawowych praw człowieka, a także zmieniać wybranych artykułów Konstytucji: 13 (dziedziczność tronu), 13ter (prawo obywateli do wyrażenia wotum nieufności władcy na drodze referendum) i 113 (prawo obywateli do zniesienia monarchii na drodze referendum). Książęta Liechtensteinu zastosowali rozporządzenia wyjątkowo tylko trzykrotnie w historii Księstwa: w 1943 roku, kiedy Książę przedłużył kadencję Landtagu, czego celem było niedopuszczenie nazistów do władzy; w 1982, kiedy sąd orzekł, że szwajcarska ustawa dot. handlu narkotykami nie obowiązuje na terenie Księstwa, władca nakazał korzystanie z tej ustawy do czasu wprowadzenia własnych przepisów; oraz po raz ostatni w 1990, kiedy alpejskie państwo starało się o przystąpienie do ONZ i Książę nałożył sankcje gospodarcze na Irak.
Książę zwołuje inauguracyjne spotkanie nowej kadencji Landtagu, a także pierwsze spotkania każdego roku kalendarzowego. Ma prawo również zamknąć, odroczyć obrady lub całkowicie rozwiązać Parlament.
Książę pełni również ważną rolę w kreacji organów Konstytucyjnych. Odnosi się to przede wszystkim do władzy wykonawczej i sądowniczej, gdyż to właśnie monarcha mianuje zarówno członków Rządu i Premiera jak i sędziów wymiaru sprawiedliwości.
Panujący monarcha posiada również prawo łaski, które może stosować według własnego uznania.
Książę Liechtensteinu ma wyjątkowo silną władzę jak na warunki XXI-wiecznej Europy i mimo jeszcze większego umocnienia władzy w 2003 roku przywileje władców nigdy nie były nadużywane, a sama monarchia jest tak zakorzeniona w lokalnej społeczności, że zwolennicy reform ponoszą sromotne porażki w referendach, jak np. w 2012 roku, kiedy przeciwko wprowadzeniu zmiany pozwalającej na przyjęcie ustawy bez zgody Księcia a jedynie przez referendum została odrzucona, za czym głosowało ponad 75% obywateli.

## Obecny Książę
Obecnie panującym (od 1989 roku) Księciem Liechtensteinu jest Jan Adam II Liechtenstein, będący pierworodnym synem księcia Franciszka Józefa II. Jest piętnastym Księciem tego alpejskiego państwa i jednocześnie pierwszym, który się w nim wychował. Jego żoną, a zarazem księżną Liechtensteinu była zmarła w 2021 roku Maria Aglaë Kinsky. W praktyce od 2004 roku władzę sprawuje jego najstarszy syn Alojzy, który jako jego następca został wówczas mianowany regentem. Żoną Alojzego, więc księżniczką i przyszłą księżną Liechtensteinu jest Zofia Bawarska.